# Straßenbahn Concord (New Hampshire)
Die Stadt Concord im US-Bundesstaat New Hampshire hatte von 1881 bis 1933 einen Straßenbahnbetrieb. Das rund 46 Kilometer lange Netz bestand aus Stadtlinien und einer Interurban-Strecke nach Manchester und hatte dort eine Gleisverbindung zum Netz der Straßenbahn Manchester.

## Geschichte

### Pferde- und Dampfbahn
Nachdem die Stadt Manchester bereits seit 1877 Pferdebahnen besaß, wollten auch die Bürger der Hauptstadt von New Hampshire eine Straßenbahn. Politiker, darunter der frühere Bürgermeister Moses Humphrey, und Industrielle erhielten am 26. Juni 1878 die Konzession für den Bahnbetrieb als Concord Horse Railroad Company, die am 12. Juli 1880 formal aufgestellt wurde. Humphrey wurde der erste Präsident der Bahn. Wie bei allen Pferdebahnbetrieben in New Hampshire wählte man auch in Concord die Spurweite von drei Fuß (914 mm).
Die erste Strecke ging am 25. April 1881 in Betrieb. Sie führte von der South Main Street/West Street durch die South Main Street, North Main Street, Fiske Street (heute Bouton Street) und North State Street vorbei am Blossom-Hill-Friedhof und am Staatsgefängnis bis nach West Concord, wo sich nahe der Hutchins Street die Endstelle befand. Das Depot der Bahn wurde in Fosterville an der North Main Street angelegt. Der anfängliche Fahrplan sah montags bis samstags 27 Fahrten ab West Street vor, von denen nur sieben bis West Concord fuhren, eine bis zum Gefängnis, elf bis zum Friedhof und acht bis zum Betriebshof. Sonntags fuhren 15 Wagen nach West Concord.
Die Strecke wurde in Concord am 22. April 1882 über die Turnpike Street, die heute Teil der South Main Street ist, bis zur Ecke South State Street verlängert. Im Norden fuhren die Bahnen ab dem 17. Mai 1884 über die bisherige Endstelle West Concord hinaus durch die North State Street, Fisherville Road und Main Street (heute Village Street) bis ins damals noch eigenständige Penacook, wo sich die neue Endstelle am Washington Square (Ecke Washington Street) befand. Werktags fuhren nun 13 Wagen nach Penacook, sonntags 18. Weitere Wagen endeten in West Concord.
Nachdem die Fahrzeit für die gesamte Strecke 75 Minuten betrug und die Pferde aufgrund der Streckenlänge und der zu bewältigenden Steigungen stark beansprucht wurden, erwarb die Bahngesellschaft 1885 zwei Kastendampfloks, die ab dem 17. April des Jahres zwischen Blossom-Hill-Friedhof und Penacook die Pferdebahnwagen zogen. Von der südlichen Endstelle bis zum Friedhof waren weiterhin Pferde im Einsatz. Für eine der Dampfloks und einen Wagen wurde in Penacook an der damaligen Pleasant Street ein kleines Depot eröffnet. Am Pferdebahndepot in Fosterville wurde direkt neben der Wagenhalle ein kleiner Lokschuppen gebaut, wo die zweite Dampflok untergebracht war. Dieser brannte am Morgen des 14. November 1889 mit der darin befindlichen Lok ab, was dazu führte, dass die Zugfolge zwischen Friedhof und Penacook halbiert werden musste. Auch der Rest des Pferdebahndepots brannte ab, jedoch konnten die Wagen und die Pferde von Anwohnern und dem Personal rechtzeitig in Sicherheit gebracht werden. Das Depot wurde nicht wieder aufgebaut, sondern stattdessen 1890 an der North State Street nahe der heutigen Hillcrest Avenue ein neues eröffnet.

### Elektrifizierung und Netzerweiterung
Bereits 1888 wurden Pläne zur Elektrifizierung der Strecke laut. Aufgrund der beim Depotbrand verlorenen Dampflok und der daraus resultierenden Betriebseinschränkungen trieb die Bahngesellschaft dieses Projekt voran. Bereits ab 21. November 1890 wurde zwischen der St.-John-Kirche (South Main Street/Thorndike Street) und Penacook elektrisch gefahren, noch im gleichen Jahr folgte der Rest der Strecke bis zur South State Street. Die Straßenbahn Concord war damit nach der Straßenbahn Dover die zweite elektrische Straßenbahn in New Hampshire. Die elektrischen Triebwagen waren deutlich schwerer als die bisher eingesetzten Pferdewagen und innerhalb weniger Wochen waren die Gleise derart beschädigt, dass im Januar 1891 der Betrieb eingestellt und die Gleisanlagen komplett erneuert werden mussten, was erst im Februar abgeschlossen war. Am 25. März 1891 erfolgte die Umbenennung der Bahngesellschaft in Concord Street Railway Company. Die Gesellschaft erhielt im selben Jahr die Erlaubnis, ihre Strecke nach Boscawen zu verlängern und auf Normalspur umzuspuren. Beide Vorhaben wurden jedoch zu diesem Zeitpunkt nicht verwirklicht.
Nachdem eine andere Bahngesellschaft, die West End Railroad Company Anfang 1891 die Genehmigung zum Bau einer Straßenbahnstrecke in den Stadtteil West End beantragte, ersuchte auch die Concord Street Railway um eine solche und bekam sie auch schnell. Bereits am 26. Oktober 1891 ging der erste Abschnitt der neuen Strecke in Betrieb, der Rest folgte am 12. November desselben Jahres. Die neue Strecke begann am Knotenpunkt Pleasant Street Junction, der fortan allen weiteren Linien als Endpunkt diente und sich an der Kreuzung North Main Street/Pleasant Street befand. Sie führte von dort als Schlaufe durch die Pleasant Street, Liberty Street, Centre Street und Merrimack Street zurück zur Pleasant Street. Die Fahrzeit für die gesamte Strecke betrug 15 Minuten und ein einzelner Wagen konnte einen 15-Minuten-Takt auf der Strecke bewältigen.
1892 wurde die Hauptstrecke nach Süden durch die South Main Street bis zum Margaret-Pillsbury-Krankenhaus verlängert, wo sich die Endstelle südlich der Kreuzung Pillsbury Street befand. Im Norden wurde die Hauptstrecke am 4. Juli 1893 durch die Washington Street und über eigenen Bahnkörper (heute Electric Avenue) bis zum neu eröffneten Contoocook River Park verlängert. Der Park gehörte der Bahngesellschaft und bot insbesondere im Sommer zahlreiche Vergnügungseinrichtungen, die so viele Fahrgäste auf die Straßenbahnstrecke brachten, dass sonntags ein 15-Minuten-Takt eingerichtet werden musste. Die Endstelle befand sich im Parkgelände. Genau ein Jahr später, am 4. Juli 1894, ging eine weitere Neubaustrecke in Concord in Betrieb. Sie zweigte an der Ecke Pleasant Street/South Street von der West-End-Linie ab und führte durch die South Street und den Broadway bis zum Rollins Park. Wie die West-End-Linie wurde sie von einem einzelnen Triebwagen im 15-Minuten-Takt von der Pleasant Street Junction aus bedient.
Am 27. August 1901 wurde erstmals eine neue Zweigstrecke befahren, die von der Ecke South Street/Broadway durch die Clinton Street bis zum Ausstellungsgelände führte. Sie wurde nur bei Veranstaltungen am Ausstellungsgelände, insbesondere der New Hampshire State Fair, die hier jährlich für eine Woche im August/September abgehalten wurde, befahren. Auch hier genügte ein einzelner Triebwagen, der einen 15-Minuten-Takt herstellte. Damit bestand ein Streckennetz von 18,68 Kilometern sowie 1,77 Kilometer Ausweich- und Depotgleise. Von den Streckengleisen entfielen 13,36 Kilometer auf die Hauptstrecke vom Krankenhaus nach Penacook, 1,75 Kilometer auf die West-End-Strecke, 2,40 Kilometer auf die Zweigstrecke zum Rollins Park und 1,17 Kilometer auf die Strecke zum Ausstellungsgelände. Die Linie nach Penacook wurde im Sommer alle 15, im Winter alle 30 Minuten befahren, zwischen Krankenhaus und West Concord fuhren ganzjährig alle 15 Minuten Wagen. Die drei übrigen Linien fuhren im 15-Minuten-Takt ab Pleasant Street Junction.

### Umspurung und weitere Netzentwicklung
Anfang 1901 erhielt die Concord and Montreal Railroad (C&M) eine Konzession zum Bau einer Interurban-Strecke von Concord nach über Manchester nach Nashua. Die C&M befand sich seit 1895 in Besitz der Boston and Maine Railroad. Vorstandsmitglieder beider Bahngesellschaften kauften als Privatpersonen am 22. Juni 1901 Aktien der Concord Street Railway, bis sie über 75 % der gesamten Aktien hielten. Am 30. Juni des Jahres wurde Lucius Tuttle, der Präsident der B&M, zum neuen Präsidenten der Straßenbahn Concord gewählt, die damit in den Besitz der Boston&Maine überging. Die Interurban-Strecke wurde nun zügig gebaut und am 11. August 1902 fuhren die neu beschafften Interurban-Wagen auf dem ersten Abschnitt der Bahn von der Pleasant Street Junction bis zur Stadtgrenze von Manchester, wo in die Straßenbahn Manchester umgestiegen werden konnte. Eine Gleisverbindung wurde hier zunächst nicht eingebaut, da noch keine Konzession für das Stadtgebiet von Manchester vorlag. Erst am 9. Februar 1903 wurde diese eingebaut und die Interurban-Wagen fuhren nun bis zur Transfer Station in Manchester (Ecke Elm Street/Lake Avenue). Anders als die Straßenbahn Concord war die neue Strecke in Normalspur gebaut worden. Von der Pleasant Street Junction bis zum Streckenabzweig wurde zunächst ein Dreischienengleis eingebaut.
Die Strecke zweigte an der South Main Street/Water Street von der bestehenden Hauptstrecke der Straßenbahn Concord ab und führte zunächst durch die Water Street und Hall Street. Am Südende der Hall Street befanden sich einst zwei Bahnübergänge. Der erste gehörte zur heute stillgelegten Bahnstrecke Portsmouth–Bow Junction der Boston&Maine, die hier auf der Turkey Falls Bridge den Merrimack River überquerte. Da die Straßenbahnstrecke ebenfalls diesen Fluss queren musste, baute man eine Gleisverschlingung mit der Eisenbahnstrecke und führte sie ebenfalls über diese Brücke. Direkt hinter der Brücke bog die Straßenbahnstrecke auf einen eigenen Bahnkörper ab und verlief neben der Eisenbahnstrecke. Kurz vor dem Soucook River bog die Trasse von der Eisenbahn ab und überquerte den Fluss auf einer eigenen Brücke. Kurz darauf liegt die heutige Whittemore Road auf der ehemaligen Straßenbahnstrecke, die von der eigenen Trasse auf die Pembroke Street abbog und durch Pembroke führte.
In Pembroke führte die Strecke weiter durch die North Main Street und überquerte den Suncook River und damit die Stadtgrenze nach Allenstown. Dort verlief sie durch die Main Street, wo sie niveaugleich die Bahnstrecke Suncook–Center Barnstead querte. Ab der Stadtgrenze nach Hooksett führte die Strecke durch die Pleasant Street und River Road (heute Merrimack Street). In der River Road überquerte die Bahn wiederum niveaugleich die Bahnstrecke Portsmouth–Bow Junction, die hier seit den 1860er Jahren nur noch als Bahnhofsgleis des Bahnhofs Suncook zum Zurückdrücken der Züge nach Center Barnstead genutzt wurde. Weiter führte die Straßenbahn entlang des Merrimack River auf der River Road und in South Hooksett weiter durch die South Main Street und Hooksett Road, bis sie nahe der heutigen Interstate 93 die Stadtgrenze nach Manchester erreichte. Ab Februar 1903 fuhren die Bahnen in Manchester weiter durch die Beech Street, Bridge Street und Elm Street.
Von Anfang 1903 bis Ende Oktober desselben Jahres erfolgte die schon lange geplante Umspurung der Straßenbahn Concord auf Normalspur. An der Endstelle am Krankenhaus wurde ein neues Depot für die Überlandstrecke gebaut, auf dessen Gelände auch eine Gleisverbindung zur Eisenbahn entstand. Zum 1. Dezember des Jahres wurde die Concord Street Railway Company aufgelöst, Betreiber des gesamten Netzes war ohnehin die Boston and Maine Railroad, die die Straßenbahn als Concord and Manchester Electric Branch betrieb. Eine letzte Erweiterung des Netzes erfolgte am 29. November 1909 mit der Eröffnung der Franklin-Street-Linie. Sie begann wie fast alle Linien an der Pleasant Street Junction und führte zunächst auf bestehenden Gleisen bis zur North Main Street/Centre Street. Die Neubaustrecke führte von dort durch die Centre Street, Union Street, Washington Street, White Street, Beacon Street, Charles Street und Franklin Street wieder zur North Main Street. Die Linie wurde alle 30 Minuten mit einem einzelnen Triebwagen bedient. Damit war mit 47,36 Kilometern die Maximallänge des Streckennetzes erreicht.

### Niedergang und Stilllegung
Die jährliche Ausstellung wurde letztmals 1908 in Concord ausgetragen. Am 12. September 1908 wurde daher die Strecke zum Ausstellungsgelände letztmals befahren. Sie wurde 1912 stillgelegt und abgebaut. Mit der Reorganisation der Boston&Maine nach einem Konkurs wurde die Straßenbahn ab 1. Januar 1919 unter der Bezeichnung Concord Electric Railways als Division der Boston&Maine geführt.
Im August 1930 wurde der Contoocook River Park geschlossen und das im Parkgelände befindliche Gleis 1931 stillgelegt und abgebaut. Die regulären Wagen endeten nun wieder am Washington Square in Penacook. Am 29. April 1933 fuhr die Straßenbahn letztmals nach Manchester, nachdem einige Jahre zuvor der neue Highway gebaut worden war, der als Ortsumgehung von Pembroke und Allenstown fungierte und die Fahrzeit auf der Straße deutlich verkürzte. Die Bahn war nun nicht mehr konkurrenzfähig. Die gesamte Überlandstrecke von der South Main Street bis zur Stadtgrenze Manchester wurde am nächsten Tag stillgelegt und Busse übernahmen die Verkehrsaufgaben. Eine Woche später, am 5. Mai 1933, fuhr auch auf den Stadtlinien in Concord die letzte Bahn und mit dem darauf folgenden Tag war der Straßenbahnverkehr in Concord Geschichte.

## Fahrzeuge
Mit Eröffnung der Bahn 1881 wurden drei geschlossene (Nr. 1–3) und drei offene (Nr. 11–13) Pferdewagen vom in Concord ansässigen Kutschenbauer Abbot-Downing beschafft, der damit ins Schienenfahrzeuggeschäft einstieg. Ein Jahr erwarb die Bahn einen weiteren geschlossenen (Nr. 4) und einen offenen (Nr. 14) Wagen. Die Wagen 11–14 wurden kurz darauf in 5–8 umgezeichnet. Wagen 9 (offen) und Wagen 10 (geschlossen) wurden 1884 erworben. Die beiden Dampfloks der Baldwin Locomotive Works, die 1885 in den Fuhrpark aufgenommen wurden, erhielten wiederum die Nummern 1 und 2. Bis 1889 wurden zwei weitere offene Wagen (11–12) gekauft.
Die vier geschlossenen elektrischen Triebwagen, die 1890 in Betrieb genommen wurden, erhielten die Nummern 14–17. Einen Wagen mit der Nummer 13 hat es nie gegeben. Die sieben vorhandenen offenen Pferdebahnwagen wurden nach der Elektrifizierung als Beiwagen benutzt und bei starkem Andrang auf der Penacook-Linie eingesetzt. Die geschlossenen Pferdewagen wurden verschrottet. Die verbleibende Dampflok wurde noch einige Zeit weiterhin zum Rangieren genutzt. Zwei weitere geschlossene Triebwagen (Nr. 21 und 22) wurden 1891 beschafft. 1893 kamen vier offene Triebwagen (Nr. 23–26) hinzu, 1898 die geschlossenen Wagen 27 und 28 sowie die offenen Wagen 30 und 31. Wann die geschlossenen Triebwagen 18 bis 20 und die offenen Triebwagen 1 bis 4 beschafft wurden, ist nicht bekannt. Wagen 29, ein konvertibler Wagen mit Drehgestellen, wurde Ende 1896 in Dienst gestellt. 1899 waren von den Beiwagen noch sechs vorhanden.
Mit Übernahme der Bahn durch die Boston&Maine wurden die Wagen umnummeriert und erhielten dreistellige Nummern. 1902 wurden die neuen Wagen 101 bis 108 für die Strecke nach Manchester beschafft. 1903 bis 1904 kamen die Wagen 111 bis 126 hinzu, die die meisten der älteren geschlossenen Triebwagen und die Beiwagen ersetzten. Schon 1910 wurden zwei Wagen (101 und 102) an die Fonda, Johnstown and Gloversville Railroad (dort Nr. 90 und 91) verkauft, 1911 außerdem die Wagen 105–108 an die Straßenbahn Montpelier–Barre (dort Nr. 50, 52, 54, 56). Die Wagen 103 und 104 wurden bei der ebenfalls zur Boston&Maine gehörigen Straßenbahn Portsmouth eingesetzt, der Triebwagen 7 aus Portsmouth war andererseits 1914 in Concord im Einsatz. Wagen 104 kehrte 1926 nach Concord zurück. Von 1921 bis 1925 waren auch die Wagen 119 und 121 in Portsmouth stationiert. Die meisten vor 1902 gebauten Triebwagen wurden 1924/25 verschrottet.
1929 wurden noch zwei gebrauchte Wagen des Typs Birney Safety von der Eastern Massachusetts Street Railway (dort vorher Nr. 5155 und 5189) beschafft, die in Concord die Nummern 5 und 6 erhielten. 1930 waren noch 20 geschlossene und ein offener Triebwagen im Einsatz. Über den Verbleib der Wagen nach der Stilllegung 1933 ist nichts bekannt.
Arbeitstriebwagen umfassten 1914 einen Sandtriebwagen (ehemals Triebwagen 28), einen Streckenwagen (Nr. 195), der 1902 beschafft worden war, zwei Schneepflüge (Nr. 196 und 197), die 1895 gebaut worden waren sowie ein weiterer (Nr. 198) aus dem Jahr 1902, und einen Flachtriebwagen aus dem Jahr 1903 (Nr. 199). Ein Scherenschneepflug (Nr. 200) wurde 1920 gebraucht von der Bristol and Norfolk Street Railway gekauft. 1921 wurde der Sandtriebwagen 28 und 1926 der Streckenwagen 195 verschrottet und der Personentriebwagen 121 wurde 1926 in einen Allzweck-Arbeitstriebwagen umgebaut.